# Splitsen (schiemanswerk)

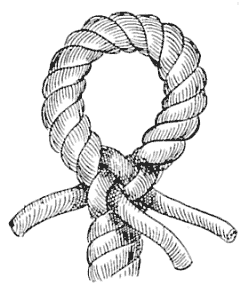
Aanzet voor een oogsplits

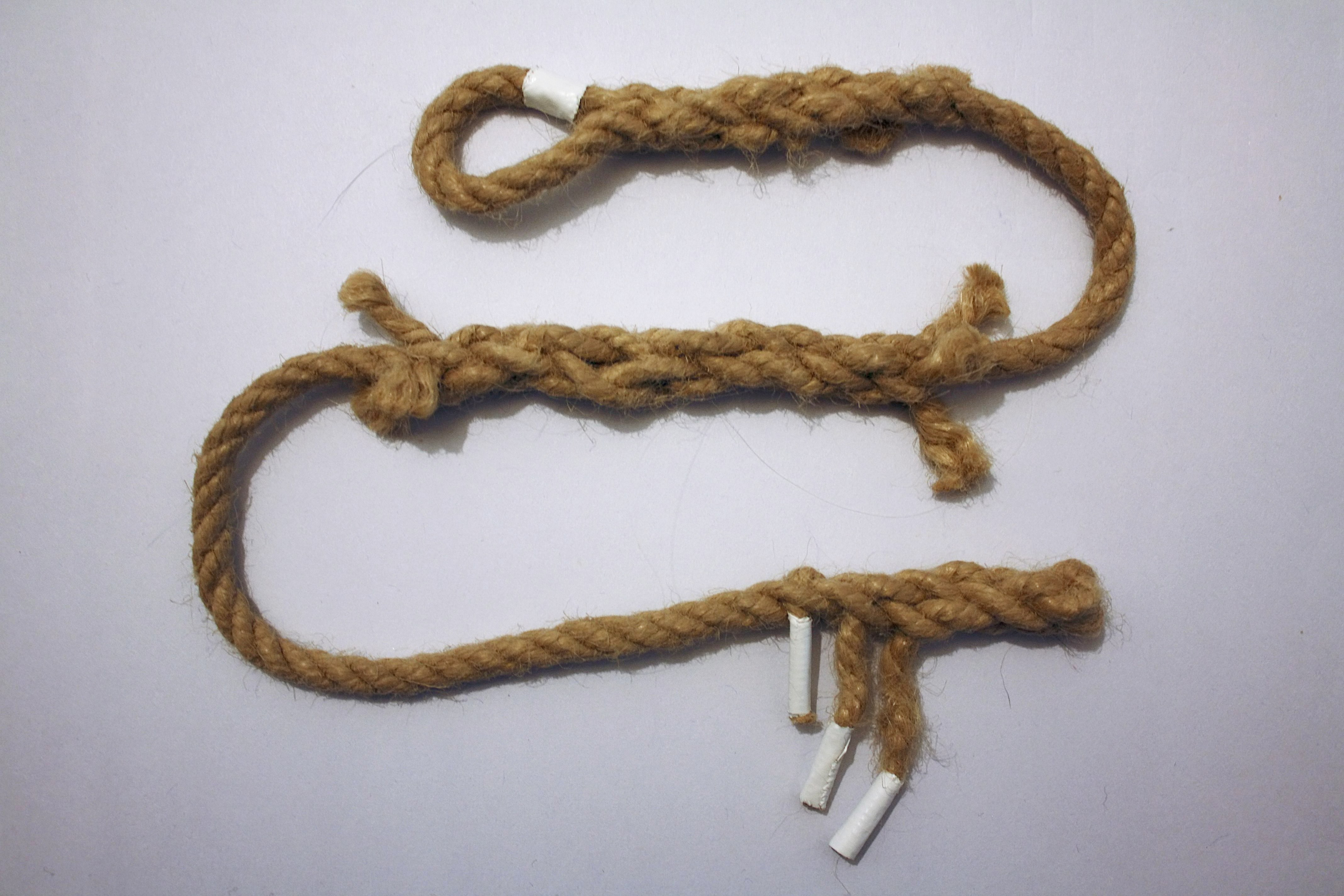
Drie splitsen. Van boven naar beneden: oogsplits, korte splits en eindsplits. Dit is een oefentouwtje, alle splitsen zijn afgemaakt maar sommige losse eindjes zijn nog niet afgeknipt, en er zit op sommige plekken nog tape, die het maken van de splits makkelijker maakt.

Splitsen is een bewerking van touwwerk en staalkabels. Dat kan in draad van nagenoeg elke materiaalsoort, maar hoe meer strengen hoe lastiger. Het splitsen van méér dan vier strengen in kunststof en in staaldraad is meestal professioneel schiemanswerk. Bekende splitsen zijn:
- eindsplits, om uitrafelen van het touw te voorkomen
- oogsplits, een lus aan het einde van het touw
- korte splits, een verbinding tussen twee touwen
- lange splits, idem, waarbij de splits niet dikker is dan het touw zelf, zodat de splits door een katrol kan lopen

Bij het klassieke splitsen worden de afzonderlijke strengen (kardelen) van een draad over de benodigde afstand uit elkaar gedraaid en daarna telkens weer onder en over elkaar door de draad gestoken. De ervaring heeft geleerd dat in klassiek touwwerk drie keer doorsteken voldoende is, in kunststof meestal ook, maar staaldraad vraagt (een paar keer) extra. 
De bedoeling is dat het doorsteken en aanhalen een regelmatig gevormde splits oplevert, waaraan ook de vakman kan worden herkend. Maar voor degene met minder ervaring geldt: Het rollen onder de voet maakt slechte splitsen goed.

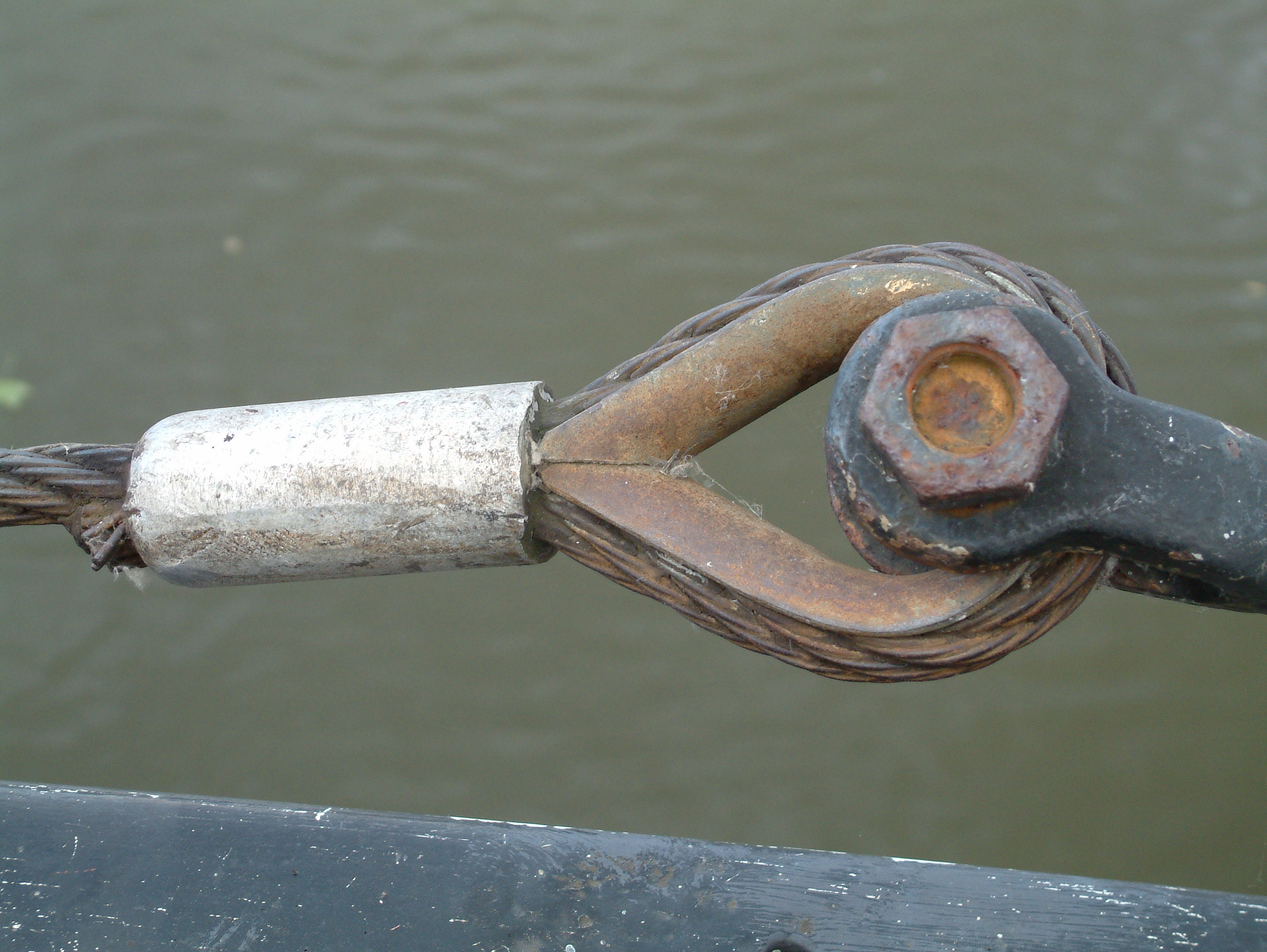
Taluritklem

In plaats van door middel van splitsen maakt men tegenwoordig ook ogen in staaldraad door middel van het persen van persklemmen als de taluritklem over het rond een kous genomen eind en de draad zelf. 